# Jean-Claude Guillebaud
Pour les articles homonymes, voir Guillebaud.
Jean-Claude Guillebaud, né le 21 mai 1944 à Alger (Algérie française), est un journaliste, écrivain, essayiste et conférencier français,.

## Biographie
Lorsqu'il naît en 1944, son père est un charentais, colonel quinquagénaire, et sa mère une « pied-noir » de Constantine. Son père est issu d’une famille de minotiers qui exploitaient un moulin sur la rivière Bandiat à Pranzac en Charente.
En 1962, il entreprend des études de droit privé à Bordeaux. Il fait alors la connaissance de Jacques Ellul, qui enseigne à la Faculté de droit et à Sciences Po et avec qui il gardera des contacts jusqu'à la mort de celui-ci, en 1994.
Pigiste, puis journaliste et enfin grand reporter au quotidien Sud Ouest, il est lauréat du Prix François-Jean Armorin en 1967, puis du prix Albert-Londres en 1972. Ce prix lui vaut d'être engagé par Le Monde en 1972, puis par le Nouvel Observateur. De la guerre du Biafra au siège de Sarajevo dans l'ex-Yougoslavie, il est pendant vingt-six années correspondant de guerre et couvre la plupart des conflits des années 1970, 1980 et 1990. Au début des années 1980, il a cofondé et dirigé Reporters sans frontières jusqu'en 1994.
Vers 1980, Guillebaud entame une carrière dans le monde de l'édition, devenant directeur littéraire au Seuil et responsable de tous les essais publiés par cet éditeur. C'est ainsi qu'il publie trois ouvrages de Jacques Ellul : La parole humiliée (1981), Changer de révolution (1982) et La subversion du christianisme (1984), suivis de quelques autres jusqu'en 1991. En 1983, il fonde avec Claude Pinganaud et Catherine Guillebaud (son épouse), la librairie Les Fruits du Congo (du titre d'un roman d'Alexandre Vialatte), alors située rue de l'Odéon à Paris, puis les éditions Arléa en 1986 à la même adresse. Il quitte ses fonctions chez Arléa en 1998.
De 1982 à 1986, il est producteur à la télévision. D'abord à France 3 de l'émission mensuelle Cinéma sans visa, puis sur Antenne 2 pour l'émission trimestrielle L'Histoire Immédiate, coproduite avec les éditions du Seuil. En 1984, il est à l'initiative de la célèbre émission Vive la crise !, présentée par Yves Montand et tirée d'un essai de Michel Albert, ancien Commissaire au Plan, Le Pari français (éditions du Seuil).
Il tient une chronique hebdomadaire sur la vie des médias dans le supplément télévision du Nouvel Observateur, avant de remplacer à partir de novembre 2010 Jacques Julliard en tant qu'éditorialiste politique. Sa chronique sur les médias a été maintenue dans le supplément Téléobs jusqu'à décembre 2018. Il tient également un bloc-notes d'observation de la société et de la vie politique françaises dans l'hebdomadaire catholique La Vie. Depuis 1986, il tient une chronique Paris-Province dans Sud-Ouest-Dimanche.
À partir de 1995, il publie une série de six gros essais de sciences humaines sous le titre générique Enquête sur le désarroi contemporain. Dans ces ouvrages, traduits pour certains dans plusieurs pays et plusieurs fois primés, il s'efforce de comprendre et faire comprendre dans un langage accessible à tous les immenses mutations du monde contemporain : mutations économique (la mondialisation), géopolitique (l'Occident n'est plus le centre du monde), numérique (qu'il compare au surgissement d'un sixième continent, Internet), génétique (la remise en cause des structures de la parenté), écologique (qui rend impossible dans un proche avenir de perpétuer notre façon de vivre en pillant la planète) et spirituelle (avec le prétendu « retour » du religieux).
À partir de 2007, il renoue avec la foi chrétienne et publie Comment je suis redevenu chrétien, suivi dix ans plus tard, en 2017, de La Foi qui reste.
Résident sur la commune de Bunzac en Charente, dans sa demeure des Deffends, ancienne résidence des évêques d’Angoulême, Jean-Claude Guillebaud a exprimé son attachement à la terre de ses ancêtres dans L'accent du pays (Seuil, 1990).

## Titre honorifique
Le 2 février 2015, il devient docteur honoris causa de l'université catholique de Louvain en Belgique. 

## Honneur
En 2016, il préside le 23e prix Bayeux Calvados-Normandie des correspondants de guerre.

## Famille
Jean-Claude Guillebaud est le fils du général Georges Guillebaud et d'Odette Gabrielle Clairac.
Georges Guillebaud (1894-1973) s'est illustré notamment lors de la Première Guerre mondiale, cité quatre fois, puis lors de la Seconde Guerre mondiale alors qu'il commandait le 4e régiment de tirailleurs tunisiens (4e RTT) entre janvier 1944 et avril 1945 ; cité cinq fois. Il a été promu Commandeur de la Légion d'Honneur le 9 décembre 1944,.

## Publications

### Livres
- Chaban-Delmas ou l'Art d'être heureux en politique, (Avec Pierre Veilletet), Grasset, 1969.
- Les Jours terribles d'Israël, Éditions du Seuil, 1974.
- Les Confettis de l'Empire, Éditions du Seuil, 1976.
- Les Années orphelines, 1968-1978, Éditions du Seuil, 1978.
- Un voyage vers l'Asie, Éditions du Seuil, 1980.
- Un voyage en Océanie, Éditions du Seuil, 1980.
- L’Ancienne Comédie, Éditions du Seuil, 1984.
- Le Voyage à Kéren, Arléa, 1988  (ISBN 2-86959-027-X) — prix Roger-Nimier
- Le Rendez-Vous d’Irkoutsk, Arléa, 1991.
- L'Accent du pays (roman), Paris, Éditions du Seuil, coll. « Cadre rouge », 1990, 224 p. (ISBN 2-02-011457-7, présentation en ligne)
- La Colline des anges : Retour au Viêt Nam avec Raymond Depardon, Éditions du Seuil, 1993 —  Prix du festival des Grands Voyageurs
- Sur la route des Croisades, Arléa, 1993.
- La Trahison des Lumières : enquête sur le désarroi contemporain, Éditions du Seuil, 1995  (ISBN 2-02-023447-5)  — prix Jean-Jacques Rousseau de la ville de Genève
- La Porte des larmes : Retour vers l’Abyssinie  (photogr. Raymond Depardon), Paris, Éditions du Seuil, 1996[10]
- Ecoutez voir !, Arléa, 1996.
- La Traversée du monde, Arléa, 1998.
- La Tyrannie du plaisir, Éditions du Seuil, 1998  (ISBN 2-02-028949-0) — Prix Renaudot Essai
- La Refondation du monde, Éditions du Seuil, 1999  (ISBN 2-02-036134-5)
- Le Principe d'humanité, Éditions du Seuil, 2001 (ISBN 2-02-047434-4) —  Prix européen de l'essai Charles Veillon
- L'Esprit du lieu, Éditions Arléa, 2002.
- Le Goût de l'avenir, Éditions du Seuil, 2003  (ISBN 2-02-054761-9)
- L’homme est-il en voie de disparition ?, Éditions Fides, 2004.
- La Force de conviction : à quoi pouvons-nous croire ?, Éditions du Seuil, 2005  (ISBN 2-286-01245-8)  — Prix des libraires Siloé et prix humanisme de la Franc-maçonnerie française.
- L’homme est-il encore humain ?, Éditions Racine, 2005.
- Comment je suis redevenu chrétien, Éditions du Seuil / Points, 2007 (ISBN 978-2-7578-0701-9)
- La Confusion des valeurs, Desclée de Brouwer, 2009  (ISBN 978-2-220-06105-4)
- Le Commencement d'un monde, Éditions du Seuil, 2008  (ISBN 978-2-02-096707-5)
- Sont-ils morts pour rien ? : Un demi-siècle d'assassinats politiques, en coll. avec Jean Lacouture, Éditions du Seuil, 2010 (ISBN 978-2-02-099832-1)
- La Vie vivante, Éditions Les Arènes, 2011  (ISBN 978-2-3520-4139-9)
- Le Deuxième Déluge, Éditions Desclée de Brouwer, 2011  (ISBN 978-2-220-06345-4)
- Une autre vie est possible, Éditions de l'Iconoclaste, 2012  (ISBN 978-2-91336-646-6)
- Je n'ai plus peur, Éditions de l'Iconoclaste, 2013 (ISBN 978-2-913366-62-6)
- Le Tourment de la guerre, pourquoi tant de violence, Éditions de l'Iconoclaste, 2016 — Grand prix de la Société des Gens de Lettres.
- La Foi qui reste, Éditions de l'Iconoclaste, 2017.
- Sauver la beauté du monde, Éditions de l'Iconoclaste, 2019.
- Entrer dans la douceur, Éditions de l'Iconoclaste, Paris, 2021[11].

### Préfaces
- Marc Hecker (préf. Jean-Claude Guillebaud et Alain Gresh), La presse francaise et la première guerre du Golfe, Paris, L'Harmattan, coll. « Inter-National », 1er décembre 2003, 164 p. (ISBN 2-7475-5407-4 et 978-2-7475-5407-7, OCLC 417647749)
- Pierre-Henri Simon (préf. Jean-Claude Guillebaud), Figures à Cordouan, Paris, Le Croît Vif, 1er juin 2007, 630 p. (ISBN 978-2-916104-19-5, OCLC 470524135)
- Philippe Papin et Laurent Passicousset (préf. Jean-Claude Guillebaud), Vivre avec les Vietnamiens, Paris, l'Archipel, coll. « Guide », 29 septembre 2010, 304 p. (ISBN 978-2-8098-0451-5)